# Man on the Moon
Man on the Moon (prt: Homem na Lua; bra: O Mundo de Andy) é um filme nipo-britano-teuto-estadunidensede 1999, do gênero comédia biográfico-dramática, dirigido por Milos Forman.

## Sinopse
Filme conta a vida e carreira de Andy Kaufman, tido como o mais inovador comediante de sua época, hábil em conquistar as plateias, quer para o riso, quer para a tragédia.

## Elenco
- Jim Carrey - Andy Kaufman / Tony Clifton
- Danny DeVito - George Shapiro
- Courtney Love - Lynne Margulies
- Paul Giamatti - Bob Zmuda / Tony Clifton
- Gerry Becker - Stanley Kaufman
- Leslie Lyles - Janice Kaufman
- George Shapiro - Mr. Besserman
- Richard Belzer - Ele mesmo
- Melanie Vesey - Carol Kaufman
- Michael Kelly - Michael Kaufman
- Vincent Schiavelli - Maynard Smith
- Peter Bonerz - Ed Weinberger
- Michael Villani - Merv Griffin
- Bob Zmuda - Jack Burns

## Prêmios e indicações
| Prêmio             | Categoria                         | Recipiente                        | Resultado |
| ------------------ | --------------------------------- | --------------------------------- | --------- |
| Globo de Ouro 2000 | Melhor filme - comédia ou musical | Melhor filme - comédia ou musical | Indicado  |
| Globo de Ouro 2000 | Melhor ator - comédia ou musical  | Jim Carrey                        | Venceu    |